# RTS Index
O RTS Index (RTSI) é um índice de 50 acções russas (à data de 17 de Março de 2017) que são negociadas na Bolsa de Valores de Moscovo (RTS Stock Exchange). A lista de acções que compõem o índice é revista trimestralmente pelo Comité de Informação do RTS.
O índice foi criado com uma base 100, correspondente à capitalização das suas componentes no dia 1 de Setembro de 1995. O mínimo histórico foi de 37,74 pontos no dia 5 de Outubro de 1998 e o máximo histórico foi de 2498,10 no dia 19 de maio de 2008.